# 王文 (永樂進士)
王文（1393年—1457年），字千之，号简斋，原名王强，直隸束鹿縣人（今河北辛集）。明朝政治人物。永樂辛丑進士。景泰間官至東閣大學士兼謹身殿大學士。英宗復辟後與謙同被問斬。

## 生平
王文之父王绪，原籍霍丘（今安徽省霍丘县），入赘束鹿彭家庄（今属河北辛集市辛集镇），在村中开办私塾，并行医济人。王强为家中第三子。
永樂十九年（1421年），王强中进士，授监察御史。宣德十年（1435年）十二月，真定卫军张普祥利用白莲教“以妖书惑众”，自称“七佛祖师”，派遣党徒在河南、山东、山西、北直隶等处度人，约定“先取彰德城，以次攻夺诸城”，形成反朝廷骚动，事败后被诛。其间，王强受命审理“张普祥案”，结案后，宣德皇帝钦赐王强更名为“王文”。英宗即位后，王文历任陕西按察使、右副都御史，兼宁夏巡抚、大理寺卿、右都御史、左都御史。
“土木堡之变”后，英宗被瓦剌俘虏。英宗之弟郕王即位，是為代宗。王文被征召入京掌管都察院事务。景泰三年（1452年），加太子太保。不久，經高谷推荐及宦官王诚帮助，代宗诏王文入阁，任吏部尚书，兼翰林院学士，执掌文渊阁。二品大臣入内阁，自王文始。歷加少保兼东阁大学士，再进謹身殿大學士，仍兼东阁大学士。
傳聞瓦剌要释放英宗回京，群臣商议奉迎还朝礼仪。王文时任都御史，厉声道：“公等謂上皇果還耶？也先不索土地、金帛而遽送駕來耶？”众人一向畏惧王文，都因惊愕而不再商议。景泰帝有病，群臣欲复立沂王为太子。王文認為上意不可知，僅上疏请求早立太子。朝廷内外纷纷传闻王文和宦官王诚计划迎立襄王之世子为储。景泰八年（1457年），都御史徐有贞、武清侯石亨、宦官曹吉祥等，趁代宗卧疾南郊，发兵拥立英宗复辟。英宗復辟後，石亨和曹吉祥等唆使言官弹劾王文伙同于谦等人谋立外籓。王文据理有力地辩驳道：“召亲王须用金牌信符，遣人必有马牌，内府兵部可验也。”言辞激昂壮烈。于是逮捕了车驾主事沈敬进行讯问，确实没有动用牌、符的证据。但仍判于谦和王文阴谋未遂，因此把王文和于谦同斩于西市。王文的儿子都被充军到边疆。王文之死，人们皆知其冤，但因其人品頗受爭議，因而不若于謙被世人所鳴冤。
成化五年（1469年）王文之子王宗彝（原名王伦），伏阙替父陈冤，宪宗皇帝予以平反，特进太保，谥毅愍。

## 相关古迹
- 赠王太保暨彭太夫人神道碑

此碑在今河北省辛集市磷肥厂东南角。为明朝廷赠王文之父王绪（卒于正统元年），母彭氏（卒于景泰三年）的神道碑。
- 撰文者：荣禄大夫、少保兼太子太傅、户部尚书、文渊阁大学士、修国史、知制诰同知经筵事陈循（1385年－1462年）
- 书丹者：荣禄大夫、太子太保兼吏部尚书王翱（1384年－1467年）
- 篆额者：资政大夫、都察院右都御史王暹

## 佚事
《菽園雜記》載有景泰年間，王文與戶部尚書陳循因子王倫、陳瑛順天鄉試落第，因此指摘考官劉儼，意欲加罪之事。